# Chačemzij
Chačemzij (in lingua russa Хачемзий) è un centro abitato dell'Adighezia, situato nel Košechabl'skij rajon. La popolazione era di 658 abitanti al dicembre 2018. Ci sono 16 strade.